# Pekan Sawah
Pekan Sawah is een bestuurslaag in het regentschap Langkat van de provincie Noord-Sumatra, Indonesië. Pekan Sawah telt 3110 inwoners (volkstelling 2010).